# Assemblée provinciale du Nord-Ubangi
Bureau définitif
Yakoma
L'Assemblée provinciale du Nord-Ubangi est l'organe législatif de la province du Nord-Ubangi en république démocratique du Congo. Elle joue un rôle clé dans la gouvernance provinciale en exerçant le pouvoir législatif et en contrôlant l'exécutif provincial.

## Historique
L'Assemblée provinciale du Nord-Ubangi a été créée dans le cadre de la décentralisation instaurée par la constitution de 2006 de la république démocratique du Congo. Sa mise en place a marqué un tournant dans la gestion des affaires publiques au niveau provincial, permettant une meilleure représentativité et autonomie des provinces.
Initialement partie de l’ancienne province de l'Équateur, le Nord-Ubangi a acquis le statut de province autonome en 2015, conformément au découpage territorial. L'Assemblée provinciale est depuis lors chargée de représenter les intérêts des habitants de cette région.

### Siège
Le siège de l'Assemblée provinciale est situé dans la territoire de Yakoma, à  540,0 km du chef-lieu Gbadolite, dans la province du Nord-Ubangi. Le bâtiment, rénové pour répondre aux exigences modernes, abrite les sessions plénières, les bureaux administratifs et les salles des commissions.

## Corps et structure

### Membres
L'Assemblée Provinciale du Nord-Ubangi est composée de 18 membres élus au suffrage universel indirect. Ces députés représentent les circonscriptions électorales de la province et exercent un mandat de cinq ans renouvelable,,,,.

### Bureau de l'assemblée
Le bureau de l'Assemblée Provinciale est l'organe dirigeant chargé de coordonner les travaux parlementaires et administratifs. Il est généralement composé de :
- Un président : Chef de l’Assemblée, il veille au bon déroulement des sessions[7],[8].
- vice-président : Assiste le président et le remplace en cas d'absence.
- Un rapporteur : Responsable de la rédaction des procès-verbaux et de la documentation officielle.
- Un questeur : Gère les finances et le budget de l’Assemblée.

### Commissions permanentes
L'Assemblée dispose de plusieurs commissions permanentes chargées d'examiner en profondeur les projets de loi et de contrôler les secteurs spécifiques de l'administration provinciale,,. Parmi ces commissions figurent :
- La commission des finances et du budget[12],[13] ;
- La commission des infrastructures et du développement ;
- La commission de la santé, éducation et affaires sociales ;
- La commission des affaires juridiques et de l’environnement.

## Rôles et missions
L'Assemblée Provinciale a pour rôle principal de légiférer sur les matières d'intérêt provincial. Ses missions incluent :
- L’élaboration et l’adoption des édits provinciaux[15].
- Le contrôle de l’exécutif provincial : Elle peut interpeller les membres du gouvernement provincial ou adopter des motions de censure[16],[17],[18].
- L’approbation du budget provincial : L'Assemblée joue un rôle décisif dans l’allocation des ressources financières[19],[20],[21].

## Défis et enjeux
L'Assemblée provinciale du Nord-Ubangi fait face à plusieurs défis, notamment :
- L’amélioration des infrastructures : L’insuffisance des routes et des équipements limite l'accès aux zones enclavées.
- La gestion des ressources naturelles : La province étant riche en forêts et terres arables, une exploitation durable est cruciale.
- La transparence et la redevabilité : Renforcer la confiance des citoyens envers les institutions provinciales est un enjeu majeur.
- L’intégration des jeunes et des femmes : La participation des groupes marginalisés dans les décisions provinciales reste insuffisante.

Malgré ces défis, l’Assemblée Provinciale demeure un acteur essentiel du développement socio-économique et politique du Nord-Ubangi.